# Bunker Hill (Schiff, 1943)
Die USS Bunker Hill (CV-17) war ein Flugzeugträger der Essex-Klasse der United States Navy. Der Träger war das erste Schiff, das in Erinnerung an die Schlacht bei Bunker Hill am 17. Juni 1775 benannt wurde.

## Geschichte

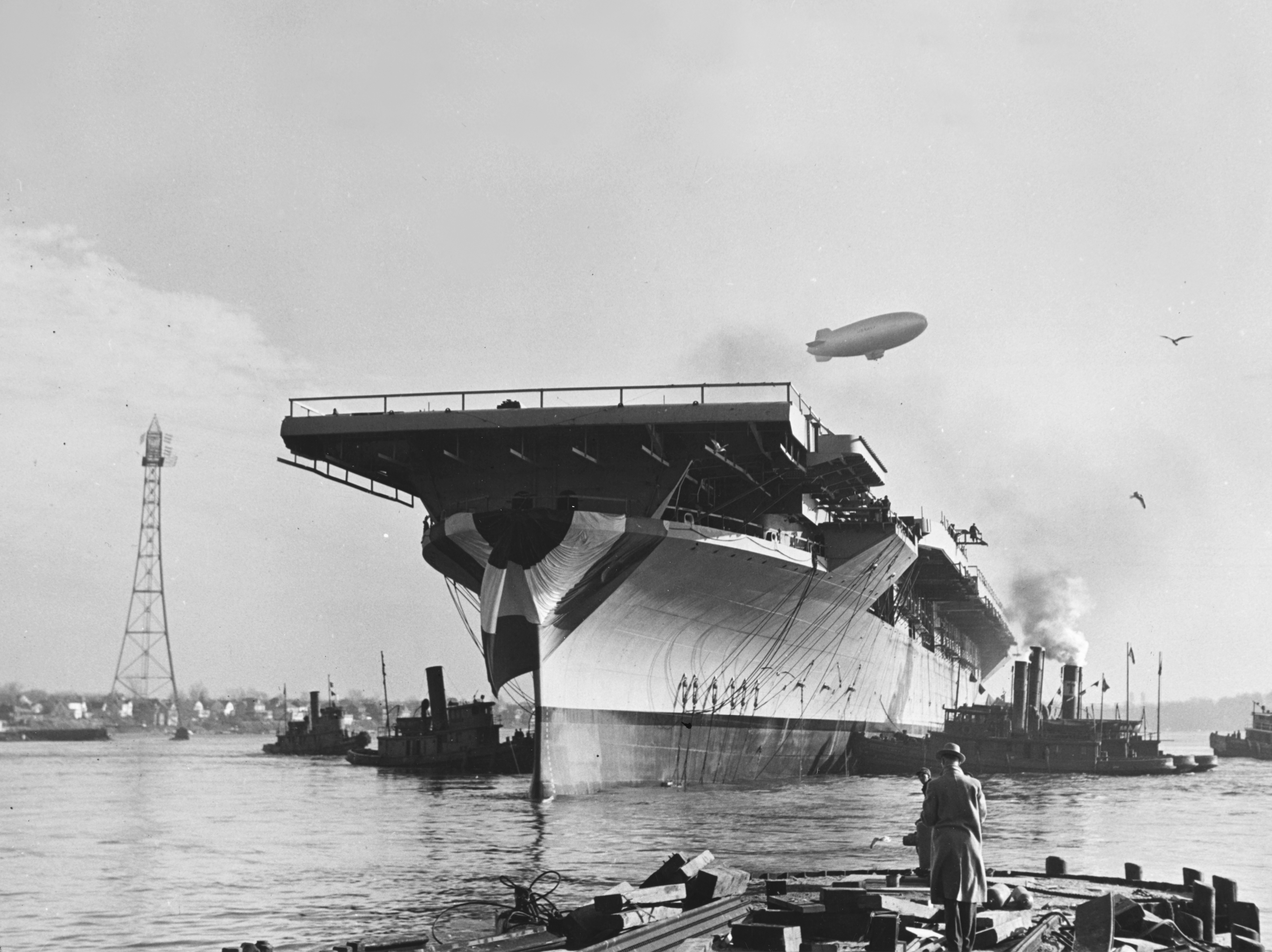
Bunker Hill nach dem Stapellauf

### Bau
Die Kiellegung der Bunker Hill fand am 15. September 1941 auf dem zum Konzern Bethlehem Steel gehörenden Fore River Shipyard in Quincy (Massachusetts) statt. Nach 14 Monaten Bauzeit war am 7. Dezember 1942 der Stapellauf; die Indienststellung erfolgte am 24. Mai 1943 unter Captain J. J. Ballentine.

### Einsatz
Zur Unterstützung der Operationen während des Pazifikkriegs hatte die USS Bunker Hill ihre ersten Einsätze beim Angriff auf Rabaul am 11. November 1943 und bei den Gilbertinseln. Sie war auch bei der Landung auf Tarawa am 13. Dezember des Jahres im Einsatz. Weitere Unternehmen wurden im Bismarck-Archipel, den Marshallinseln und auf Truk von der USS Bunker Hill und ihren Flugzeugen unterstützt.

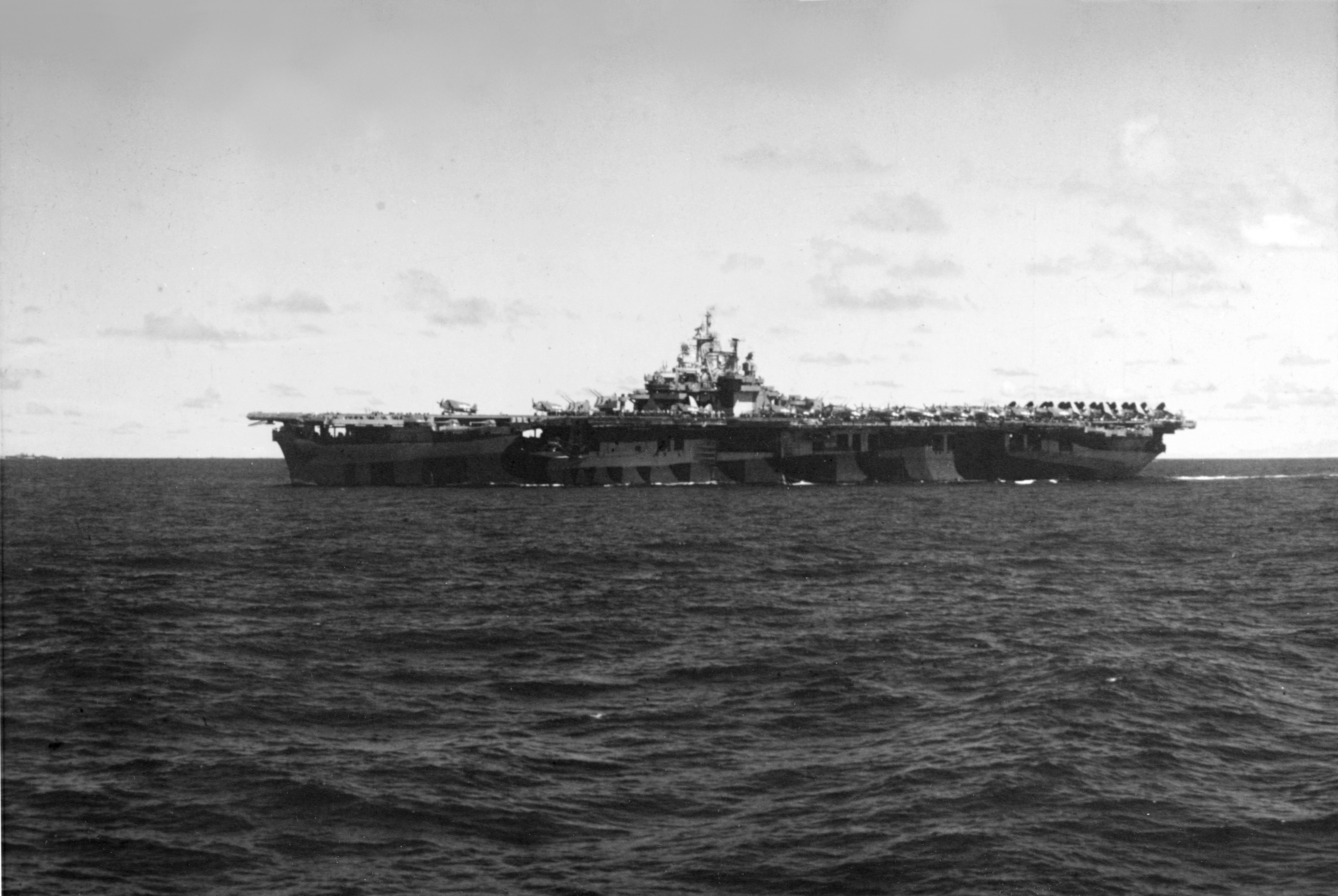
Die Bunker Hill während der Angriffe auf die Palau-Inseln, März 1944

Nach Einsätzen bei den Marianen am 23. Februar 1944 und Palau vom 21. bis 28. April kam es wiederum bei den Marianen zur Schlacht in der Philippinensee. Dort wurde die USS Bunker Hill am 19. Juni durch eine japanische Bombe, die das Schiff nur sehr knapp verfehlte, von einem Splitterregen überzogen, der zwei Besatzungsmitglieder das Leben kostete und über 80 weitere verwundete. Der Träger konnte jedoch weiter in die Schlacht eingreifen, und Kampfflugzeuge der USS Bunker Hill zerstörten in der Folge des Tages während des sogenannten „Marianen-Truthahnschießens“ einen Teil der insgesamt 476 verlorenen japanischen Maschinen.
Im Anschluss an diese Operationen konnten Flugzeuge der USS Bunker Hill bei den Karolinen, Okinawa, Luzon und Formosa erfolgreich Einsätze absolvieren. Ende 1944 wurde der Flugzeugträger dann in Bremerton, Washington, knapp zwei Monate lang überholt.
Ende Januar 1945 kehrte die USS Bunker Hill in die Reihen der Frontschiffe zurück. Mittlerweile hatte sich die Kampflinie nah an die japanischen Hauptinseln verlagert. Der Flugzeugträger wurde bei der Schlacht um Iwojima eingesetzt. Mit der 5. Flotte griffen Flugzeuge der USS Bunker Hill Ziele auf Honshū, die Nansei-Inseln und Okinawa an. Auch beim Angriff auf die japanische Flotte im Chinesischen Meer waren Maschinen des Trägers beteiligt. Dabei wurden am 7. April vier japanische Zerstörer, ein Kreuzer und das Schlachtschiff Yamato versenkt.

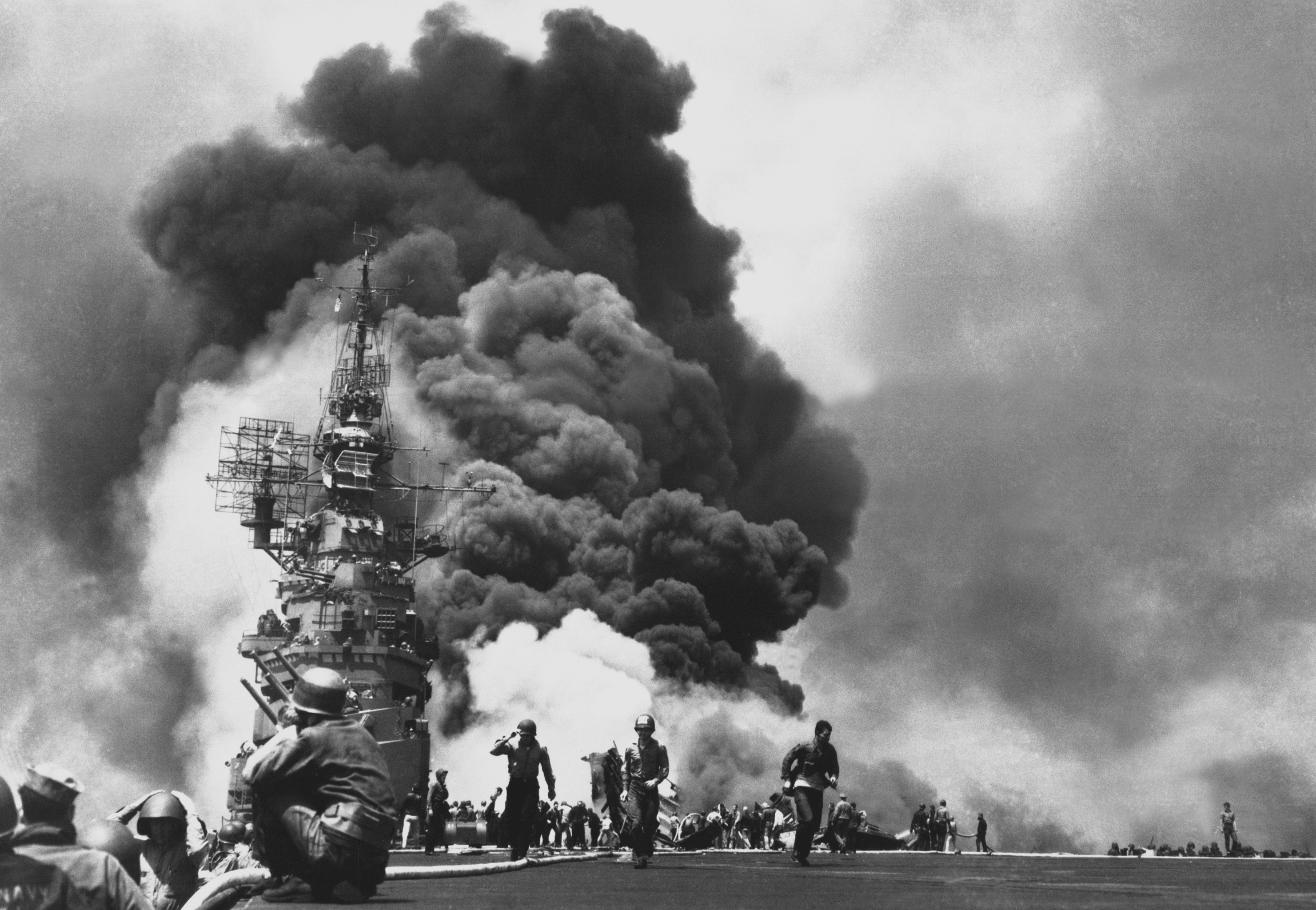
Das brennende Flugdeck der Bunker Hill nach dem Einschlag von zwei Tokkotaifliegern im Abstand von 30 Sekunden

Während der Schlacht um Okinawa gelang es zwei Kamikaze-Fliegern kurz hintereinander, die USS Bunker Hill vor Kyūshū zu treffen. Bei diesem Angriff starben 372 Besatzungsmitglieder. Weitere 264 wurden dabei verwundet. Der Flugzeugträger selbst war so schwer beschädigt, dass er umgehend nach Bremerton zurückkehren musste.
Erst im September 1945 war die USS Bunker Hill wieder einsatzfähig und brachte während der Operation Magic Carpet bis zum Januar 1946 amerikanische Einheiten zurück in die USA. Danach kehrte sie nach Bremerton zurück und wurde der Reserveflotte zugewiesen. Dreimal wurde für die vor Anker liegende USS Bunker Hill eine Umklassifizierung vorgenommen. Die letzte stufte sie als AVT-9 im Mai 1959 zu einem Flugzeugtransporter zurück.
Im November 1966 wurde das Schiff vom Register der US-Marine gestrichen, aber noch nicht verschrottet. Im Hafen von San Diego diente der Träger als Testplattform für neue elektronische Bauteile. Erst im Mai 1973 wurde die USS Bunker Hill zur Verschrottung verkauft.

### Besonderheit
Ein möglicher Kandidat für die Identität des Matrosen, der am V-J Day in Times Square spontan eine Krankenschwester küsste, George Mendonsa, gab an, dass die Erinnerung an die aufopferungsvolle Fürsorge der Krankenschwestern für verwundete Besatzungsmitglieder der USS Bunker Hill Auslöser für seine Handlung war, als er im Moment der Siegesnachricht eine Krankenschwester vorbeigehen sah.  